# Todo a pulmón
Todo a pulmón es el segundo álbum del cantante argentino Alejandro Lerner. 

## Lista de canciones
Todas las canciones escritas y compuestas por Alejandro Lerner. 
| N.º   | Título                                | Duración |  |
| 1.    | «Para quererme bien»                  | 4:25     |  |
| 2.    | «El Charnacalito romántico (Caretas)» | 4:00     |  |
| 3.    | «Estoy esperando un cuento»           | 3:47     |  |
| 4.    | «Tengo que rajarme de mi hogar»       | 3:35     |  |
| 5.    | «Conclusiones de mi vida»             | 3:51     |  |
| 6.    | «Todo a pulmón»                       | 4:15     |  |
| 7.    | «Todas esas cosas sin respuesta»      | 5:00     |  |
| 8.    | «La isla de la buena memoria»         | 7:38     |  |
| 9.    | «Canción de fama para no dormirme»    | 3:00     |  |
| 39:31 |                                       |          |  |

## Músicos
- Alejandro Lerner - voz principal y coros, sintetizadores y piano
- Guillermo Palazzolo - guitarras.
- Oscar Kreimer - saxofón, clarinete y rosy.
- Oscar Moro - batería.
- Jorge Alfano - bajo.
- Rubén Rada - coros en «Conclusiones de mi vida».